# (30798) Graubünden
(30798) Graubünden ist ein Asteroid des Hauptgürtels, der am 2. Februar 1989 vom deutschen Astronomen Freimut Börngen an der Thüringer Landessternwarte Tautenburg (IAU-Code 033) in Thüringen entdeckt wurde.
Der Asteroid wurde am 28. März 2002 nach dem Schweizer Kanton Graubünden benannt, der der flächengrößte Kanton der Schweiz ist und vollständig in den Alpen liegt.